# さんまるっ!
さんまるっ! -FMY HAPPY 30 YEARS-（さんまるっ! -エフエムワイ・ハッピー・サーティーイヤーズ-）は2015年4月6日からエフエム山口で放送されている番組。放送時間は木曜日 20:00 - 20:55。
「エフエム山口 開局30周年 大型お祭り番組」として放送されている11月までの期間限定生放送番組。「paradise radio」や「さでこみ」よりも遅い時間帯に生放送している。

## パーソナリティ
- 金光一昭
- 宮田あやか（30POSSE|30POSSE（サンゼロポッセ））

## リサーチャーズ
- ray
- 久保安希

## 各コーナー
- さんまるっ広報委員会
- さんまるっリサーチクラブ

リスナーから様々な情報を募集。FMYパーソナリティオーディション合格の2人が週替わりで登場し、「30」をキーワードに話を伺っていく。
- 新たなアイドルユニットを作りますプロジェクト　『アイ☆たん!』

コーナー内では「きゃわたんフレーズ」＝「きゃわフレ」を宮田に言ってもらうコーナーもある。これは『アイドルだったらどんなフレーズもアイドルらしく、とびっきりカワいく言えるはず』ということから、様々なフレーズをリスナーから募集して宮田に「カワいく」言ってもらう。ただし、これはあくまで開始までのつなぎであった。
2015年6月よりオーディション出場者を募集。8月9日シーモール下関専門店街にて最終オーディションと30POSSEのLIVEが行われ、当初3名予定が5名となったものの合格者が決定（30th aniv information 【お知らせ】アイドルオーディション　合格者決定！！）。
30POSSEや2014年1月まで山口活性学園の運営を担当していた「山口活性会」がバックアップして12月1日にCDデビューする。
その後リスナー公募によってユニット名が『オレンジ☆みるふぃ～ゆ（オレみる）』に決定した。「可愛い・親しみやすい・山口県のアイドルらしい」をキーワードにして公募していた。
- 30POSSE 週末イベント情報
- FM山口開局30周年記念ラジオドラマ「さんまるシアター～ラジオがある風景～」（毎月最終週）

FMYでパーソナリティを務めたこともある中馬祥子が脚本演出を担当。出演は山口市で活動している劇団シバイヌ。山口市を舞台に繰り広げられる、ラジオを愛する人を主人公にした群像劇であり、リスナーからのエピソードがベースとなる。
楽曲はPUSH ONEの選定曲や「30」をキーワードにリスナーからリクエストを貰った曲をかける。